# Plutodes gavisata
Plutodes gavisata là một loài bướm đêm trong họ Geometridae.